# چیما (کلمبیا)
چیما (انگلیسی: Chimá) نام شهری در کشور کلمبیا است.